# Liste der Straßen und Plätze in Roßthal (Dresden)

Lage der Gemarkung Roßthal in Dresden

Die Liste der Straßen und Plätze in Roßthal beschreibt das Straßensystem im Dresdner Stadtteil Roßthal mit den entsprechenden historischen Bezügen. Aufgeführt sind Straßen, die im Gebiet der Gemarkung Roßthal liegen. Kulturdenkmale in der Gemarkung Roßthal sind in der Liste der Kulturdenkmale in Roßthal aufgeführt.
Roßthal ist Teil des statistischen Stadtteils Naußlitz, der wiederum zum Stadtbezirk Cotta der sächsischen Landeshauptstadt Dresden gehört. Wichtigste Straße in der Roßthaler Flur ist die Bundesautobahn 17; auf der Roßthaler Flur befindet sich das Westportal des Dölzschener Tunnels. Insgesamt gibt es in Roßthal 14 benannte Straßen und Plätze, die in der folgenden Liste aufgeführt sind.

## Legende
Die nachfolgende Tabelle gibt eine Übersicht über die vorhandenen Straßen und Plätze im Ortsteil sowie einige dazugehörige Informationen. Im Einzelnen sind dies:
- Name/Lage: Aktuelle Bezeichnung der Straße oder des Platzes sowie unter ‚Lage‘ ein Koordinatenlink, über den die Straße oder der Platz auf verschiedenen Kartendiensten angezeigt werden kann. Die Geoposition gibt dabei ungefähr die Mitte der Straße an.
- Länge/Maße in Metern: Die in der Übersicht enthaltenen Längenangaben sind nach mathematischen Regeln auf- oder abgerundete Übersichtswerte, die in Google Earth mit dem dortigen Maßstab ermittelt wurden. Sie dienen eher Vergleichszwecken und werden, sofern amtliche Werte bekannt sind, ausgetauscht und gesondert gekennzeichnet. Bei Plätzen sind die Maße in der Form a × b dargestellt. Der Zusatz ‚im Stadtteil‘ bzw. ‚im Ortsteil‘ gibt an, wie lang die Straße innerhalb des Stadt-/Ortsteils ist, sofern sie durch mehrere Stadt-/Ortsteile verläuft.
- Namensherkunft: Ursprung oder Bezug des Namens.
- Jahr der Benennung: Zeitpunkt, zu dem die Straße ihren heute gültigen Namen erhielt (sofern bekannt).
- Anmerkungen: Weitere Informationen bezüglich anliegender Institutionen, der Geschichte der Straße, historischer Bezeichnungen, Baudenkmalen usw.
- Bild: Foto der Straße.

## Straßenverzeichnis
| Name/Lage                 | Länge/Maße | Namensherkunft                                  | Jahr der Benennung | Anmerkungen | Bild |
| ------------------------- | ---------- | ----------------------------------------------- | ------------------ | --- | ---- |
| Altroßthal Lage           |            | Alter Dorfkern von Roßthal                      |                    | Altroßthal entstand als Platzdorf. |      |
| Beerenhut Lage            |            | Beerenhut, dort gelegene Wüstung                |                    | |      |
| Firstenweg Lage           |            |                                                 |                    | |      |
| Hofwiesenstraße Lage      |            | Flurname Hofwiesen                              |                    | Die Hofwiesen, die an dieser Straße lagen, trugen diesen Namen, weil sie zum Kammergut Gorbitz gehörten, das direkt dem kurfürstlich-sächsischen Hof unterstand. Die Hofwiesenstraße markiert abschnittsweise die nördliche Roßthaler Flurgrenze. |      |
| Jochhöh Lage              |            | Flurname Jochhöh                                |                    | |      |
| Kaufbacher Straße Lage    |            | Kaufbach, Stadtteil der Nachbarstadt Wilsdruff  |                    | |      |
| Kuntschberg Lage          |            | Flurname Kuntschberg                            |                    | |      |
| Neunimptscher Straße Lage |            | Neunimptsch, benachbarte Siedlung               |                    | |      |
| Pohrsdorfer Weg Lage      |            | Pohrsdorf, Ortsteil von Tharandt                |                    | |      |
| Rote Häuser Lage          |            | Rote Häuser                                     |                    | |      |
| Rütlistraße Lage          |            | Rütli, legendäre Schweizer Bergwiese            |                    | |      |
| Saalhausener Straße Lage  |            | Saalhausen, nahegelegener Stadtteil von Freital |                    | Die Saalhausener Straße ist ein Abschnitt der Kreisstraße 6275. |      |
| Stadtweg Lage             |            | Stadt Dresden                                   |                    | |      |
| Wurgwitzer Straße Lage    |            | Wurgwitz, nahegelegener Stadtteil von Freital   |                    | |      |